# Školní lesní podnik Masarykův les Křtiny

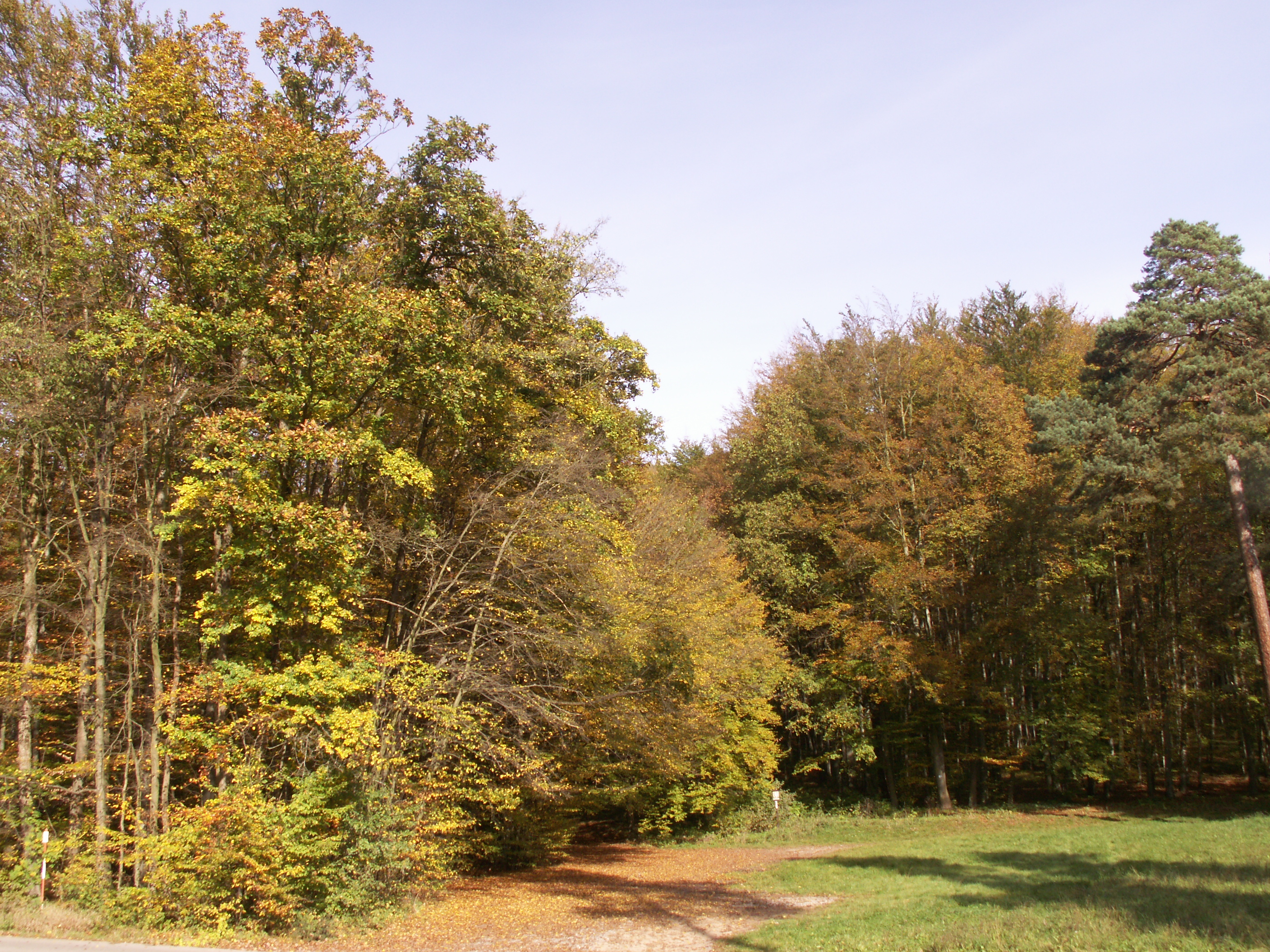
Smíšený les na území ŠLP Křtiny, PR Čihadlo

Školní lesní podnik Masarykův les Křtiny je účelové zařízení Mendelovy univerzity v Brně. Jedná se o lesní komplex o celkové rozloze 10 492 ha (z toho samotné lesní pozemky 10 265 ha). Jeho rozloha je ohraničena přibližně mezi městy, resp. obcemi Brno (Soběšice, Ořešín) na jihu, Vranov (na západě), Blansko a Jedovnice (na severu), Bukovinka a Ochoz u Brna (na východě). Odloučenými pracovišti jsou pak obora v Sokolnicích a bažantnice v Rajhradě. Kromě praktické výuky Lesnické a dřevařské fakulty v oborech lesnictví, krajinářství a dřevařství a vědeckovýzkumné činnosti slouží ŠLP Křtiny i široké veřejnosti rozvíjením estetické a rekreační funkce lesa, údržbou odpočívadel, studánek a průhledů do krajiny, budováním zpevněných cest a naučných tras i vydáváním četných naučných publikací. Umístěny jsou zde také objekty Lesnického Slavína.

## Obecná charakteristika

### Klima a přírodní podmínky

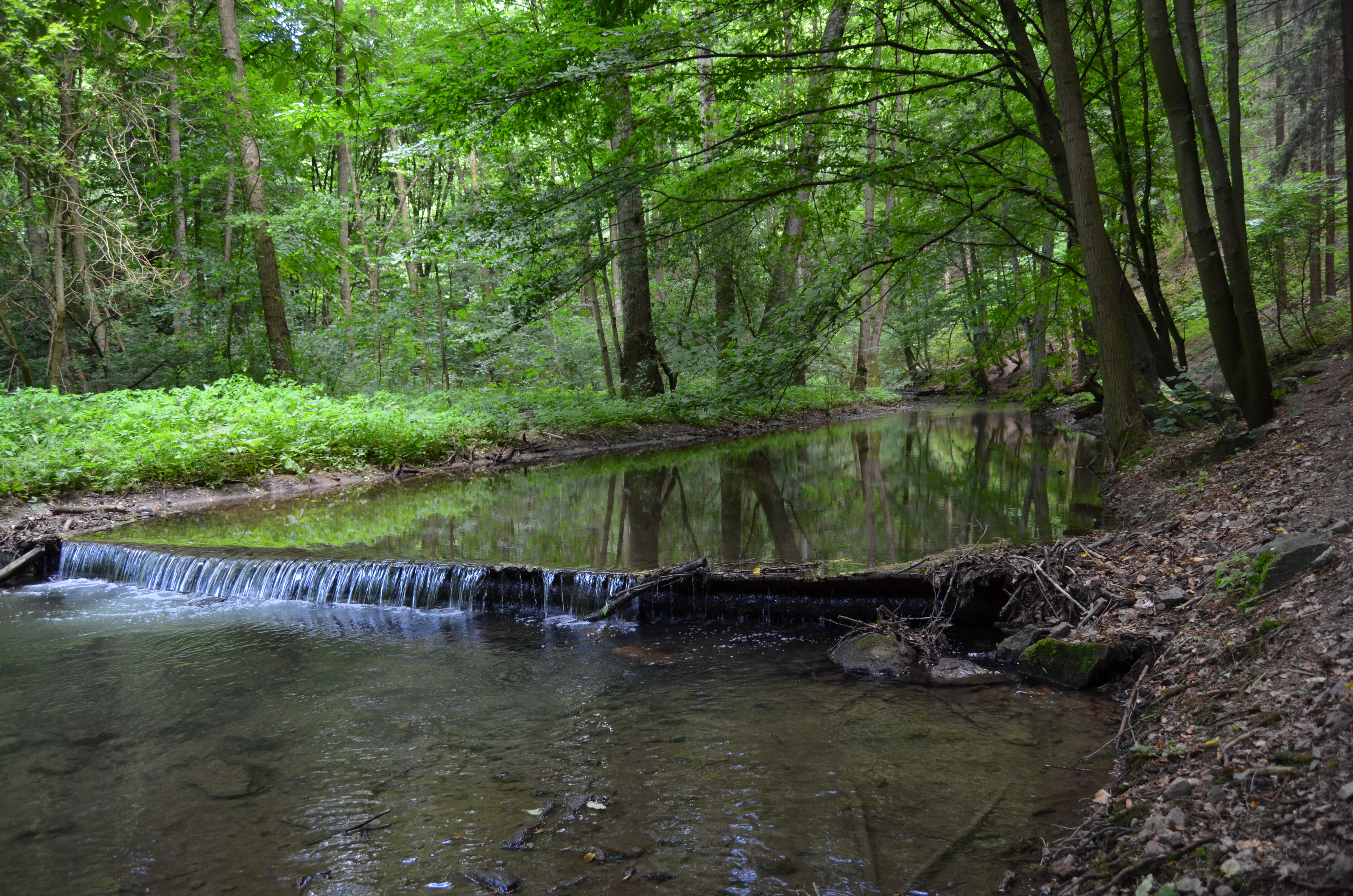
Údolí Křtinského potoka

Lesy ŠLP se nacházejí v nadmořské výšce 210 až 574 m; nejvyšším vrcholem je Proklest v Konické vrchovině, nejnižším koryto Svitavy u Brna. Orograficky spadá do celku Drahanské vrchoviny, tvořené na západě Adamovskou vrchovinou, ve střední části Moravským krasem a na východě Konickou vrchovinou; podloží je tvořeno amfibolickými granodiority a diority, kulmskými drobami a v krasovém území devonskými a karbonskými vápenci, půdy jsou kambizemě a rankery, v nivách vodních toků fluvizemě, na vápencích pak rendziny. Po hydrografické stránce náleží do povodí Dyje, odvodňován je toky Svitavy a Křtinského potoka, Ponávky, Rakovce a Zlatého potoka (Říčky). Klimatická oblast je mírně teplá, na jižních okrajích (Hádecká plošina, Řečkovicko) s přesahy do teplé; průměrná roční teplota je 7,5 °C a průměrné roční srážky 610 mm, přičemž jednotlivé lokality se od sebe mohou velmi lišit. Terén je velmi členitý, s mnoha hlubokými údolími a žleby, stejně jako svahy a náhorními rovinkami, časté jsou teplotní inverze v údolích a velké teplotní rozdíly mezi různě exponovanými stanovišti.
Biogeograficky lesní komplex převážně spadá do středoevropské provincie listnatých lesů, podprovincie hercynské, jemněji rozlišeno pak k bioregionům brněnskému, macošskému a drahanskému; potenciální přirozenou vegetací jsou na většině území listnaté lesy ze třídy Carpino-Fagetea. Převládají zde smíšené porosty (36 % dřeviny jehličnaté a 64 % dřeviny listnaté). Z 63 % převládají stanoviště živná, jen 10 % je kyselých, plná čtvrtina pak spadá mezi stanoviště exponovaná. Zmapováno je 138 lesních typů v 5 lesních vegetačních stupních. Z nich 1. (dubový) stupeň se vyskytuje převážně na jižně orientovaných a teplejších expozicích na jihu území, 2. bukovo-dubový (27 %) převládá ve střední části území v nadmořských výškách kolem 400 m, nejčastěji zastoupený 3. dubovo-bukový stupeň (cca 53 % území) především na severu oblasti do 500 m n. m. 4. bukový stupeň dominuje na podmáčených stanovištích a též ve výškách nad 500 m n. m., ale v inverzních údolích a na severních expozicích svahů zasahuje i níže. 5. jedlo-bukový stupeň je zaznamenáván ojediněle, především ve vyšších polohách severovýchodní části území.
Nejdůležitějšími dřevinami jsou smrk, borovice, modřín (adamovská populace), z listnatých dřevin pak buk a dub.

### Historie

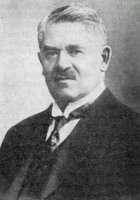
Prof. Josef Opletal

ŠLP Křtiny byl zřízen k 1. lednu roku 1923 díky iniciativě vyučujících lesnického odboru tehdejší Vysoké školy zemědělské v Brně, především profesorů Rudolfa Haši, Josefa Konšela, Augusta Bayera a dalších, a to převedením původního lesního velkostatku Adamov ze správy Lichtenštejnů do správy státu, resp. Vysoké školy zemědělské. Prvním vedoucím správního výboru byl zvolen Josef Opletal. V roce 1934 byl podnik přejmenován na Masarykův les na počest prvního prezidenta Československé republiky. Profesor Alois Zlatník zde postupně založil unikátní síť přírodních rezervací. Během druhé světové války se ředitelství podniku přesunulo z Adamova do Brna, od roku 1967 sídlí ve Křtinách. V letech 1948–1989 Masarykovo jméno z názvu muselo zmizet. Roku 2000 se veškeré pozemky staly majetkem univerzity.

### Certifikace
Od roku 1997 je ŠLP Křtiny v ČR držitelem ekologického certifikátu FSC, od roku 2003 certifikátu PEFC, dále pak certifikátů C-o-C (od 2005) a IKEA.
Dne 22. dubna 2011 byl ŠLP jako druhé území v republice vyhlášen lesnickým parkem, s vizí mj. „posilovat polyfunkční poslání lesů, deklarovat mimořádné hodnoty lesních porostů, tyto hodnoty udržovat a rozvíjet je v souladu se zásadami trvale udržitelného hospodářství v lesích (…) s využitím optimálních postupů lesnického hospodaření s cílem zabezpečit dostupnost dřeva jako významné obnovitelné suroviny“ a „rozvíjet udržitelný mnohostranný turismus, management cestovního ruchu, péči o turistickou infrastrukturu i podporu myslivosti“.
Téměř 40 % lesních porostů ŠLP je zařazeno do evropského programu ochrany přírody NATURA 2000.

### Lesnické hospodaření

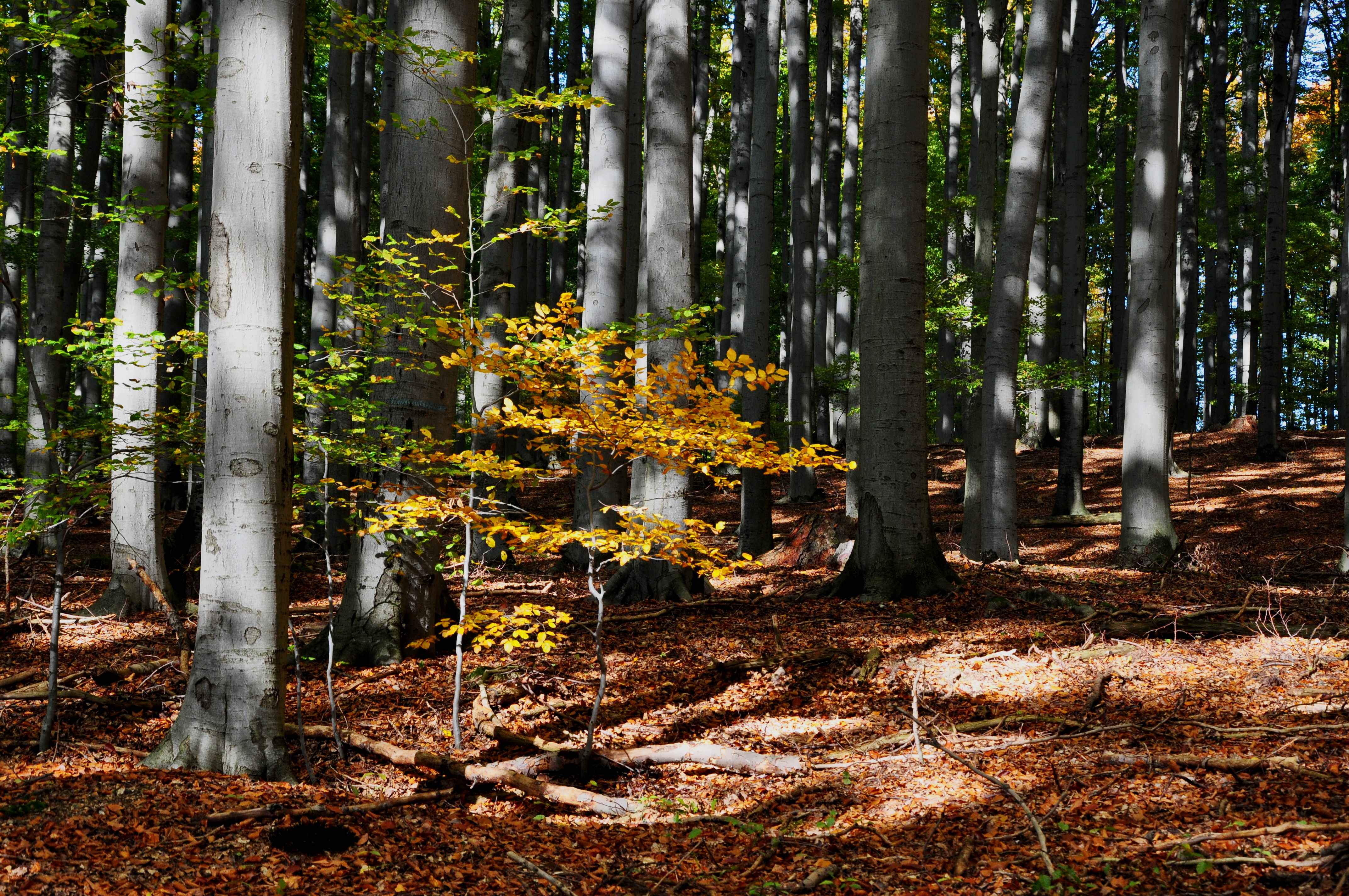
Přirozeně se obnovující les v NPR Habrůvecká bučina

Lesní hospodaření na území ŠLP vychází z přírodě blízkých postupů s minimálními holosečnými prvky a naopak maximálním využitím přirozené obnovy, jež je vědecky sledována a zkoumána a na pozemcích činí kolem 45 %. Jsou zde i pokusy o přechod na les výběrný. V dlouhodobém záměru je redukce zastoupení smrku ztepilého a borovice lesní ve prospěch převážně listnatých dřevin přirozené druhové skladby; z nich v přirozené obnově jednoznačně dominuje buk lesní (75 %), sledován s velikým odstupem habrem, duby (převážně dubem zimním) a smrky. Co se týče stávajícího a cíleného zastoupení, je nejrozšířenější dřevinou opět buk lesní (32 %, cíl 36 %), následuje smrk (19 %, cíl 15,5 %) a duby (14 %, cíl 25 %). Na úrovni 8 % je udržováno zastoupení modřínu opadavého, jenž v oblasti sice není původním druhem, ale jeho adamovská populace vykazuje velmi příznivé hospodářské kvality. Jedle bělokorá dosahuje 1,7 %, což je polovina cílové skladby (ještě koncem 19. století přitom činila až 33 % druhové skladby lesa); obnovována je převážně uměle. V menší míře jsou pěstovány dřeviny jako introdukovaná douglaska tisolistá nebo jedle obrovská, z domácích javor klen a další.
K lesnímu hospodaření slouží ŠLP vlastní pila a školkařské středisko v Olomučanech. Ve středisku lesnické mechanizace v Adamově a na výzkumné stanici ve Křtinách jsou vyvíjeny prostředky lesnické mechanizace jako navijáky, sázecí a školkařské stroje a lesní lanovky. Jako své zázemí podnik spravuje také zámek Křtiny. Univerzitním potřebám slouží několik hájoven (Resslova, Lišky Bystroušky aj.).

#### Adamovský modřín
Modřín, zavedený a pěstovaný na území bílovických lesů, je považován za samostatnou kulturní populaci, označovanou jako adamovský modřín, která se vyznačuje značným vzrůstem (průměrně 42 m) a množstvím i kvalitou budované dřevní hmoty; na území rovněž dobře přirozeně zmlazuje. S největší pravděpodobností vznikl místní hybridizací modřínu provenience sudetské a alpské, pěstovaných zde už od konce 18. století, a převzetím pozitivních vlastností obou z nich. Jeho populace a genofond jsou na území ŠLP kultivovány a výhradně využívány k další přirozené i umělé obnově modřínu v této oblasti.

#### Vánoční stromy pro Brno
Z křtinského lesního podniku tradičně pochází každoroční Vánoční strom republiky umístěný na náměstí Svobody v Brně. Tato tradice funguje již od roku 1924 a vztahuje se k události, kdy spisovatel Rudolf Těsnohlídek nalezl v bílovickém polesí odložené děvčátko. Následně na to se rozhodl vztyčit na náměstí strom a uspořádat pod ním humanitární sbírku. Událost připomíná památník při cestě do Bílovic nad Svitavou.

### Výzkum a výuka
V Masarykově lese Křtiny se nalézají probírkové výzkumné plochy v bukových, smrkových, jedlových a smíšených porostech, provenienční plochy modřínu opadavého, smrku ztepilého, jedle bělokoré a borovice pokroucené, tři genové základny (buk, dub a jedle) a semenné sady modřínu opadavého, borovice lesní, topolu osika a jilmu horského. Výzkumu a výuce slouží též tři arboreta (v Řícmanicích, Habrůvce a ve Křtinách).
Pod patronátem ŠLP Křtiny probíhají aktivity lesní pedagogiky určené dětem a mládeži, mj. na lesní škole Jezírko u Brna, kde je zbudována i naučná stezka představující domácí i introdukované dřeviny v okolí.

## Rekreační a kulturní význam

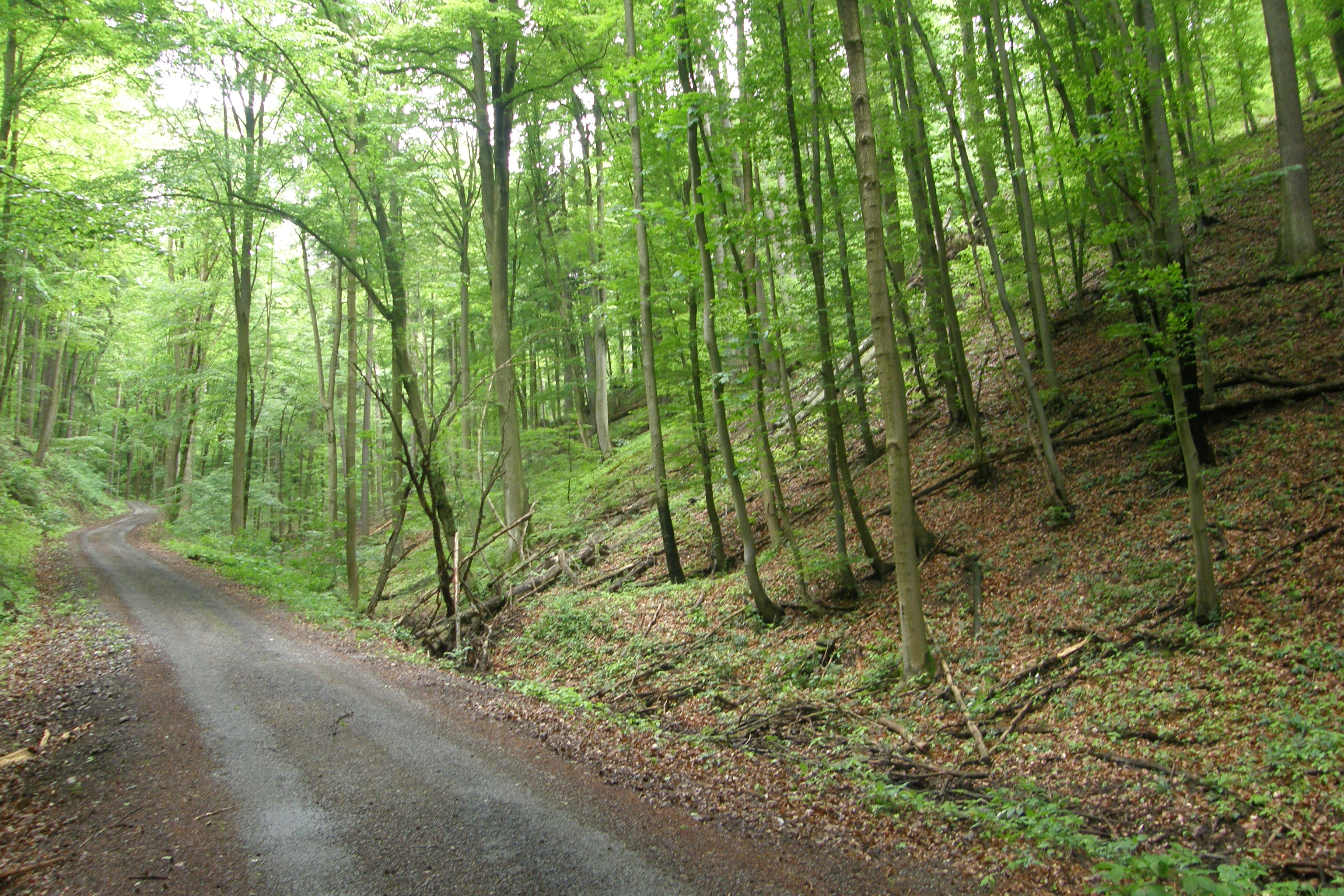
Lesní cesty v okolí PR Coufavá na území ŠLP Křtiny

Vzhledem k bezprostřední blízkosti města Brna, na jehož severní až severovýchodní okraj ŠLP navazuje, plní les důležitou úlohu coby rekreační území pro značný počet návštěvníků a jejich turistické, cyklistické a poznávací volnočasové aktivity. Rozvíjena je estetická a rekreační funkce lesa: jsou stavěna a udržována odpočívadla, síť studánek, lesních palouků a průhledů do krajiny, budovány jsou zpevněné cesty a naučné trasy, kolem cest na příhodných místech udržovány výstavky esteticky hodnotných stromů.

### Lesnický Slavín
Lesnický Slavín je soubor památníků a upravených studánek rozmístěných po lesích ŠLP Křtiny. Byl budován od konce 20. let 20. století Vysokou školou zemědělskou v Brně, řada památníků v tomto prostoru je však ještě starší. Mezi nejnavštěvovanější památníky patří Máchův památník či Památník umučených lesníků u Adamova. V současné době se ve Slavíně nachází více než 70 objektů, které kromě své turistické a kulturní hodnoty nezřídka slouží i jako kulisa pro pořádání různých kulturních a společenských akcí (vítání jara, hudební recitály, vzpomínková shromáždění).

### Naučné a poutní trasy
Územím prochází celá řada značených turistických tras a cyklotras, s přispěním místních samospráv jsou budovány naučné a volnočasové stezky (např. Stezka zdraví HVOZD u Řícmanic, Cesta železa Moravským krasem, 8 březinských zastavení ad.), postupně renovovanou součástí jsou i staré poutní cesty směrem do Vranova a do Křtin.

### Památné stromy a exoty
Na atraktivních místech (paloučky, památníky, rozcestí, odpočívadla, vodní díla) jsou od 20. let 20. století vysazovány různé cizokrajné a okrasné dřeviny. Na 67 lokalitách bylo evidováno téměř 4500 exotů ve více než 80 taxonech, jako je kryptomerie japonská (palouk U Buku), dub červený, smrk sitka, smrk omorika, borovice vejmutovka, metasekvoje tisovcovitá, sekvojovec obrovský, ořechovec bílý, liliovník tulipánokvětý a řada dalších. Evidováno je též 15 stromů památkově chráněných (např. modřín Troják u Habrůvky).

## Přírodní rezervace
Na území lesnického parku se nachází 19 přírodních rezervací o celkové rozloze 862 ha, což je cca 8 % rozlohy podniku. Budovány byly jako výzkumné objekty převážně z popudu prof. Aloise Zlatníka, a to cíleně tak, aby navržená síť rezervací podchytila veškerou ekologickou rozmanitost podmínek ve všech vegetačních stupních. Vybraná území jsou ponechávána přirozenému vývoji s pouze minimálními zásahy člověka. Přibližně třetina území spadá do CHKO Moravský kras.

### Seznam zvláště chráněných území na území ŠLP Křtiny
- Národní přírodní rezervace Habrůvecká bučina (bučiny a dubové bučiny na vápencích)
- Národní přírodní rezervace Býčí skála (druhově bohatá přírodní společenstva dubového, bukovo-dubového, dubovo-bukového a bukového vegetačního stupně, krasové jevy)
- Národní přírodní rezervace Hádecká planinka (teplomilná lesní a lesostepní společenstva nejjižnější části Moravského krasu)
- Přírodní rezervace Babí doly (rybníčky s litorálními porosty a navazující mokřadní louka, výskyt obojživelníků, raků a mokřadních rostlinných společenstev)
- Přírodní rezervace Coufavá (přirozené smíšené lesní porosty na brněnské vyvřelině)
- Přírodní rezervace Jelení skok (přirozené bukové a dubobukové porosty na brněnské vyvřelině)
- Přírodní rezervace Malužín (přirozená lesní společenstva s výskytem bramboříku evropského)
- Přírodní rezervace Bayerova (ojedinělý biotop zvláště chráněných druhů rostlin v dubovo-bukových a bukových lesních porostech)
- Přírodní rezervace Rakovec (starý lesní porost s převahou buku a borovic)
- Přírodní rezervace U Nového hradu (smíšené a listnaté přirozené porosty s bohatým bylinným podrostem)
- Přírodní rezervace U Výpustku (geomorfologicky cenné území v devonských vápencích s jeskynními systémy a povrchovými krasovými jevy, paleontologická a archeologická naleziště a lesní, skalní a jeskynní společenstva, vázaná na dané prostředí)
- Přírodní rezervace Březinka (přirozené květnaté bučiny na devonském vápenci)
- Přírodní rezervace Čihadlo (listnaté bukové, ve vyšších partiích bukojedlové porosty na devonském vápenci s bohatým výskytem chráněných a ohrožených druhů rostlin)
- Přírodní rezervace Dřínová (přirozené porosty s dřínem na styku vápence a brněnské vyvřeliny)
- Přírodní rezervace U Brněnky (přirozené smíšené porosty s charakteristickým bylinným podrostem)
- Přírodní rezervace Zadní Hády (zachovalé dubové a dubohabrové porosty)
- Národní přírodní památka Rudické propadání (krasové jevy – druhý nejdelší jeskynní systém v České republice)
- Přírodní památka Soběšické rybníčky (dva malé rybníčky, refugium obojživelníků)
- Přírodní památka Kněžnice (přirozený smíšený porost na skalnatých vápencových stráních)